# Фредерик Лејн
Фредерик Клод Вивијан Лејн (енгл. Frederick Claude Vivian Lane; Millers Point, Сиднеј 2. фебруар 1880 — Avalon Нови Јужни Велс 14. мај 1969) је аустралијски пливач, двоструки освајач златне олимпијске медаље на Летњим олимпијским играма 1900. одржаним у Паризу.
Учествовао је у две дисциплине у којима је у финалу победио. Најпре је у дисцилини пливања на 200 метара слободно, победио представника Мађарске Золтана Халмаја. У свом другом финалу које се одржало само 45 минута после првог у дисциплини 200 метара слободно са препрекама победио је испредАустријанца Ота Валеа.
Лејн је освајао национална првенства Аустралије, Новог Зеланда и Уједињеног Краљевства. Бржао је два светска рекорда на 110 и 220. јарди. Био је први пливач који је 100 јарди (91 м) пливао за мање од минута (59,6) 1902. године.
Фредерик Лејн је 10. децембра 1985. године примљен у Међународну кућу славних водених спортова у Флориди.